# Kappa Crateris
Kappa Crateris (16 Crateris) é uma estrela dupla na direção da constelação de Crater. Possui uma ascensão reta de 11h 27m 09.58s e uma declinação de −12° 21′ 24.5″. Sua magnitude aparente é igual a 5.93. Considerando sua distância de 219 anos-luz em relação à Terra, sua magnitude absoluta é igual a 1.80. Pertence à classe espectral F4III-IV.